# Zvonimir Boban
  Zvonimir Boban    (Imotski, 8 d'octubre de 1968) és un exfutbolista croat, que ocupava la posició de migcampista.

## Trajectòria
Va iniciar la seua carrera al Dinamo de Zagreb. Al maig de 1990, en un partit contra l'Estrella Roja de Belgrad, va atacar a un policia que estava colpejant un aficionat del Dinamo enmig de les baralles que va haver-hi entre els seguidors dels dos equips. Aquest fet va convertir Boban en una mena d'heroi croat, a la vegada que li va suposar una suspensió de l'equip iugoslau, amb la qual cosa no hi va poder participar en el Mundial de 1990.
Va fitxar per l'AC Milà el 1991, sent cedit a l'AS Bari per adaptar-se al Calcio i per què el Milà ja tenia ocupats els tres llocs per a estrangers. A l'any següent ja entra dins el planter milanista. En total hi va romandre durant nou campanyes amb els rossoneri, en els quals va obtindre nombrosos trofeus, com la Champions League de 1994.
L'agost del 2001 va marxar al Celta de Vigo, de la primera divisió espanyola, on no va tenir fortuna, tot retirant-se a l'octubre d'eixe mateix any.

## Selecció
Va participar en el Mundial Juvenil de 1987 amb Iugoslàvia. A l'any següent debuta amb l'absoluta balcànica, amb qui suma vuit partits entre 1988 i 1991. Quan Croàcia es declara independent, Boban decideix jugar amb aquests darrers.
Va ser un dels jugadors més importants de la selecció croata durant la dècada dels 90, jugant 51 partits i marcant 12 gols. Hi va estar present al Mundial de 1998, en el qual va ser el capità del combinat que va arribar a ser el tercer. Dos anys abans ja havia estat a l'Eurocopa d'Anglaterra.

## Títols
- Mundial Juvenil de 1987
- Serie A: 1993, 1994, 1996, 1999
- Supercoppa Italiana: 1992, 1993, 1994
- Lliga de Campions de la UEFA: 1994
- Supercopa d'Europa: 1994

## Després de retirar-se
D'ençà que va penjar les botes, Boban s'ha graduat en Història per la Universitat de Zagreb. També ha estat periodista esportiu, tot posant-se al capdavant del diari Sportske novosti. A banda, ha estat comentarista esportiu per a la televisió croata RTL Televizija i per a la italiana SKY Italia, així com per al diari La Gazzetta dello Sport.